# Corts Catalanes
De Corts Catalanes of Cort General de Catalunya (Staten van Catalonië) was de parlementaire vergadering van het vorstendom Catalonië, die bestond van de 13e tot de 18e eeuw.

## Ontstaan

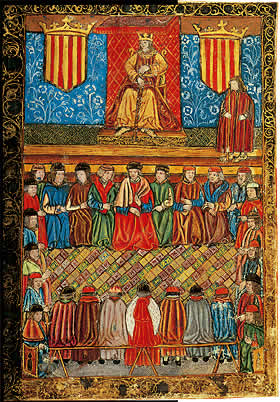
De Corts van Catalonië op een miniatuur uit de 15e eeuw

De Corts Catalanes ontstond vanuit de hofraad. De eerste Catalaanse hofraad dateert uit het jaar 1192. De Corts werd bijeengeroepen als de situatie dat vereiste. In 1214 bestond bijvoorbeeld de noodzaak om een hofraad bijeen te roepen vanwege de troonopvolging na de dood van Peter II van Aragón in de slag bij Muret. Zijn zoon Jacobus was toen slechts 6 jaar. 
Tijdens deze hofraden werd overleg gevoerd tussen de koning, zijn adviseurs, de adel en de geestelijkheid. Vanaf het jaar 1000 werden er al hofraden gehouden in de Frankische domeinen in Spanje. De geestelijken waren meestal zelf aanwezig, maar de adel vaardigde vaak juristen af. In 1218 namen er voor het eerste burgers deel aan de Corts in Catalonië. De stedelijke afvaardiging werd gekozen door de kooplieden, handwerkslieden en door de gilden. Deze drie staten, adel, geestelijkheid en burgerij, worden in het Catalaans de tres braços genoemd.

## Legislatieve macht
In 1283 vond er een historische omwenteling plaats. Koning Peter III van Aragón had de paus Martinus IV tegen zich in het harnas gejaagd en hij werd geëxcommuniceerd. Bovendien vond de paus dat Peter afstand moest doen van de troon van Aragón en hij bood deze aan Karel van Valois aan. Karel van Valois begon met steun van de paus een kruistocht tegen Peter. 
Peter III zag zich in het nauw gebracht en riep de Corts bijeen. In ruil voor de steun van zijn onderdanen deed de koning vervolgens afstand van de wetgevende macht. Dit was een precedent in Europa. Voortaan werden alle wetten in Catalonië slechts aangenomen met instemming van de Corts.
In 1299 bepaalde Jacobus II van Aragón dat de Corts jaarlijks zou worden gehouden, in de vastentijd, afwisselend in Barcelona en in Lerida. De Corts Catalanes vergaderden sindsdien jaarlijks en daarna in theorie om de drie jaar. In de praktijk werd hier nog al eens vanaf geweken. Zo werd onder Filips III (1598-1621) en Filips IV (1621-1665) de Corts maar één keer bijeengeroepen en onder Karel II (1661-1700) gebeurde dit niet een keer.
De koning kon een voorstel ter zitting brengen, een Proposició reial. Ook kon een vertegenwoordiging van de adel, geestelijkheid en burgers met een voorstel komen. Als een koninklijk voorstel werd goedgekeurd werd het opgenomen in de Constitucions catalanes, kortweg Constitucions. Als het een voorstel van de legislatieve vertegenwoordiging van het parlement betrof werd het goedgekeurde voorstel Capítols de Corts genoemd. Als een wet eenzijdig door de koning werd goedgekeurd werd dit Actes de Corts genoemd.

## Generalitat
Er bestond vanaf 1359 ook een permanent secretariaat dat de Diputació del General of Generalitat genoemd werd. De Generalitat bestaat nog steeds, hetzij in een andere vorm. Dit orgaan zetelt als vanouds in het Palau de la Generalitat in Barcelona. De Corts Catalanes werd belangrijker naarmate de handel groeide en Barcelona belangrijker werd. Dit gold ook voor andere politieke organen zoals de Consell de Cent..
De Corts Catalanes werden opgeheven met de verovering van Catalonië door Filips V van Spanje in 1714.
Door historici wordt de Corts gezien als een typerend voorbeeld van een middeleeuws parlement.